# Station Drunen-Heusden
Station Drunen-Heusden (Dnn) is een spoorwegstation uit 1887 aan de voormalige Langstraatspoorlijn tussen Lage Zwaluwe en 's-Hertogenbosch bij Drunen en Heusden.
Het station heette aanvankelijk Drunen, maar al in 1891 werd de naam gewijzigd in Drunen-Heusden. Het werd op 1 augustus 1950 voor het personenvervoer gesloten en in 1972 ook voor het goederenvervoer. Het had een verhoogde los- en laadplaats; verzonden werden onder andere: groenten, fruit, suikerbieten, steenkolen en scheepsschroeven.
Een van de grootste scheepsschroevenfabrieken ter wereld, Scheepsschroevengieterij Lips, stond pal naast de voormalige spoorbaan, maar heeft nooit een spooraansluiting gehad, want scheepsschroeven met een middellijn van 10 meter zijn niet geëigend voor het vervoer per spoor.
Het stationsgebouw was van hetzelfde type als de stations Hooge Zwaluwe, Waspik-'s Gravenmoer en Vlijmen. Het werd in 1967 afgebroken evenals alle andere (bij)gebouwen. Na deze afbraak werd het (vereenvoudigde) rangeeremplacement verlegd van de noord- naar de zuidzijde van de hoofdlijn.